# Sňatkový trh

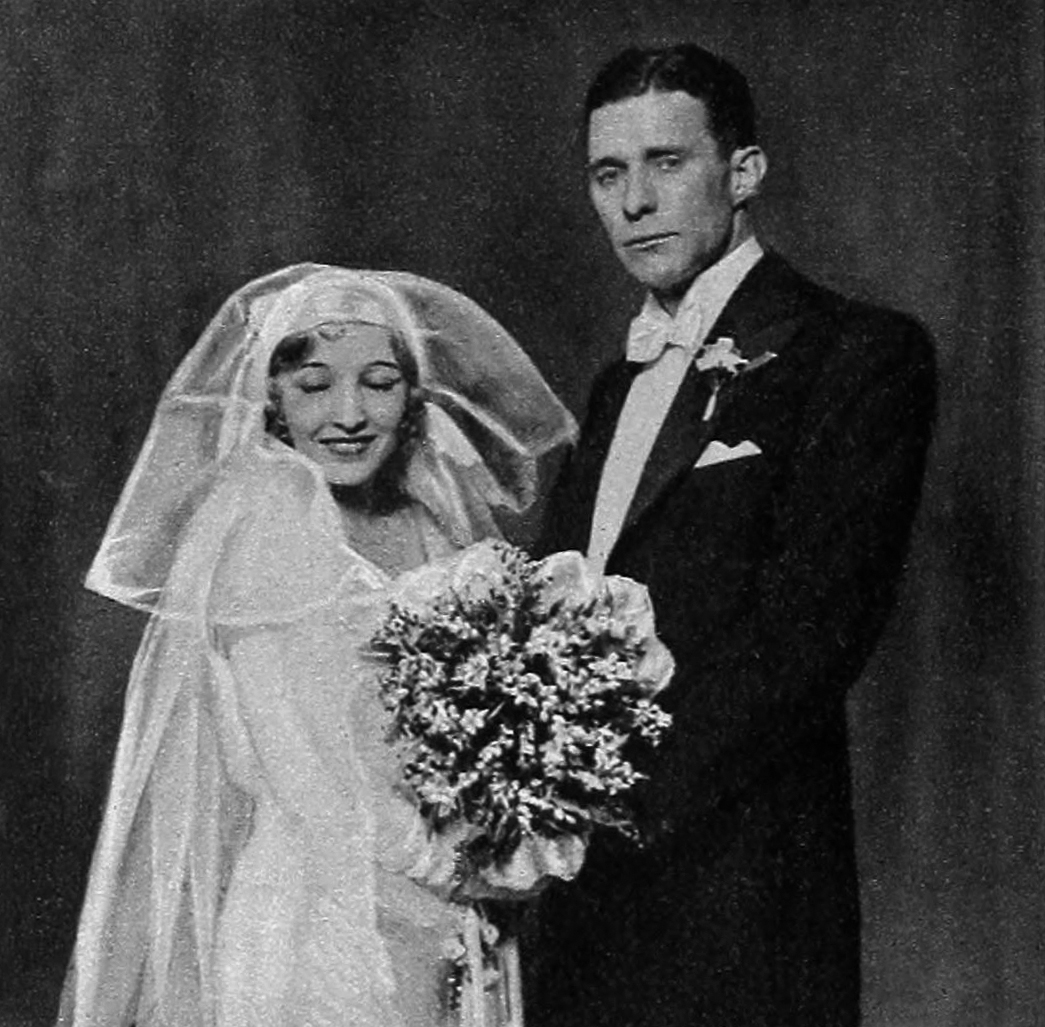
Svatební fotka Bessie Loveové a Williama Hawkse

Výraz sňatkový trh je metaforický pojem ze sociologie. Tato metafora poukazuje na skutečnost, že v každé společnosti existuje sociální prostor, ve kterém dochází k vzájemným interakcím mezi lidmi. Tyto interakce potenciálně vedou k manželství.
Sociologická encyklopedie definuje sňatek jako “formální jednorázový akt, kterým společnost dává souhlas se vznikem manželství a s jemu odpovídajícím reprodukčním chováním, resp. se založením rodiny” a trh jako “typ výměnného vztahu mezi dvěma skupinami osob, z nichž jedna je stranou nabídky a druhá stranou poptávky… Z ekonomického hlediska se trh jeví jako zařízení, jehož pomocí kupující a prodávající určitého zboží vstupují do vzájemných interakcí, a tím určují jak cenu, tak i množství prodaného a koupeného zboží.“
Z těchto definic lze vyvodit, že sňatkový trh je smyšlené místo či instituce, kde jednotliví muži soutěží s ostatní muži a ženy soupeří s ostatními ženami v hledání ideálního partnera se kterým by vstoupili do manželství přičemž se snaží maximalizovat svůj ekonomický a emocionální zisk a minimalizovat ekonomické a emocionální náklady.

## Teorie sňatkového trhu
Výraz sňatkový trh je nadmnožinou teorií sňatkového trhu, které se snaží predikovat faktory, na jejichž základě si lidé v dané společnosti vybírají své partnery. Podle knihy Sociologie rodiny patří mezi teorie sňatkového trhu například: teorie filtru, SVR teorie.

### Prvotní teorie sňatkového trhu
Jednou z prvních teorií sňatkového trhu je teorie amerického psychologa Roberta F. Winche, která byla založena principu komplementarity. Ten znamená, že si člověk na sňatkovém trhu hledá doplněk: dominantní osoba hledá osobu submisivní, osoba starající se o ostatní si najde osobu, která chce být opečovávaná. Bohužel experimenty dokázaly pravý opak, že si lidé hledají partnera obdobných charakteristik.
Winchovu teorii se částečně snažili použít i Alan Kerckhoff a Keith Davis v jejich teorii filtru. Teorie filtru má dvě fáze, v první fázi odfiltruje ty, kteří nesplňují naše podmínky věku, rasy nebo sociální třídy. V druhé fázi už filtrujeme na základě námluv, či dvoření a podle osobnostních rysů za pomoci principu komplementarity.
Další teorií je SVR teorie (stimulus-value-role) Bernarda Mursteina, a předpokládá, že každá ze stran do sňatku přináší aktiva a pasiva. Jejich směna musí být v rovnováze ve třech stádiích. První stádium je stimulační stádium, jedná se o fyzickou přitažlivost, sociální dovednosti nebo pověst. Druhé stádium je hodnotové. Určuje, zdali jsou obě osoby hodnotově kompatibilní ve věcech jako je manželství či sex. Poslední stádium je o představách o rodinných rolích.

### Teorie Valerie Kincade Oppenheimerové
Valerie K. Oppenheimerová se opřela o pracovní trh, kde lidé nehledají partnera, ale hledají práci. Stejně jako při hledání práce si lidé na sňatkovém trhu nastaví nějaké minimální požadavky, pod které nepůjdou. Avšak mezi pracovním a sňatkovým trhem se vyskytují rozdíly. Hlavním z nich je, že na sňatkovém trhu se vyskytují i lidé, kteří sňatek nevyhledávají. Dokonce přílišné úsilí zájemci o sňatek spíš škodí.
Dalším rozdílem je věková hranice do které může člověk aktivně vystupovat na těchto trzích. Na pracovním trhu je hranice poměrně vyšší, leč tato hranice je individuální a velkou roli na její výši hrají socioekonomické faktory, převážně u mužů. S věkem se částečně mění i kvalita kandidátů, starší kandidáti mají tu výhodu, že je u nich snazší rozeznat, co nabízejí, na rozdíl o mladších a nerozvážných jedinců.
Posledním rozdílem je, že delší váhání je u sňatkového trhu racionálnější než u trhu práce.
Oppenheimerová tak ze svých pozorování vytváří několik různých strategií pro obě pohlaví. Například mladí muži mohou do určitého věku prosperovat z odkládání jejich sňatku: jejich vlastní hodnota roste (např. tím, že jejich kariéra se pouze z vizí a příslibů stává skutečností) a zároveň jim každý rok dospívají možné mladé nevěsty. Pro ženy toto platí právě naopak: s každým rokem jejich života ubývá počet mužů, které si mohou vzít, kvůli ostatním ženám ať už mladším, či stejně starým, které se sňatkem nečekaly.
Tato strategie však platí pouze pro méně emancipované ženy a ženy bez plánů na vlastní kariéru. Když nemají příliš velký socioekonomický status a očekávají ho spíše od partnera nebo očekávají roli matky a v manželství spíše submisivnější roli. Tyto ženy by tedy se sňatkem neměly čekat, jelikož jejich nabídka - v ideálním případě zdraví, krása, sexuální atraktivita - od jistého věku začne klesat.
Avšak v dnešní době přibývá žen, které nepotřebují partnera k nastavení, či vylepšení svého socioekonomického statusu a to proto, že si ho určují samy. Ty si tak mohou vybírat z množiny mužů, kteří se sňatkem čekali nebo mužů již rozvedených. Přirozenou nevýhodou této strategie je ovšem fekundita žen a nemožnost následné reprodukce.